# تلستار ۱

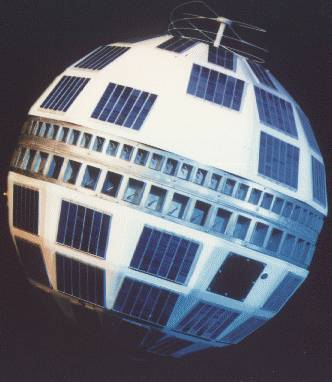
تلستار

تلستار نخستین ماهواره مخابراتی بود که در سال ۱۹۶۲ در مدار زمین قرار گرفت.
این ماهواره متعلق به شرکت ای‌تی‌اندتی بود و ناسا با یک موشک دلتا آن را به فضا پرتاب کرد.
تلستار برای مخابره برنامه‌های تلویزیونی طرح شده بود ولی به انتقال مکالمات تلفنی نیز می‌پرداخت.
- اولین ماهواره مخابراتی خصوصی (غیردولتی) که در ۱۰ ژوئیه ۱۹۶۲ در مدارLEO قرارگرفت و پوشش ارتباطی پیوسته‌ای برقرار نمود. به وسیلهٔ این ماهواره این اولین بار بود که امواج تلویزیونی بر فراز اقیانوس اطلس پخش گردید.